# Albert Dieudonné
Albert Dieudonné (Parigi, 26 novembre 1889 – Parigi, 19 marzo 1976) è stato un attore, regista e scrittore francese, noto principalmente per la sua interpretazione di Bonaparte nel film Napoleone di Abel Gance.

## Biografia
Dieudonné nacque a Parigi, e nel 1908 debuttò nel cinema come attore nel film muto L'Assassinat du duc de Guise, con partitura musicale scritta da Camille Saint-Saëns. Nel 1924, diresse il film drammatico Catherine, nel quale recita anche come uno dei personaggi principali. Jean Renoir fu il suo assistente durante la lavorazione del film.
Tra il 1915 e il 1916, Dieudonné recita in cinque film diretti dal regista Abel Gance, inclusi La follia del dottor Tube del 1915 e Il periscopio (1916). Nel 1927 Gance lo volle nuovamente come protagonista del suo celebre film epico Napoleone. Nel 1929 Dieudonné scrisse un romanzo dal quale nel 1930 fu tratto il musical La Douceur D'Aimer, e nel 1936 scrisse la sceneggiatura del film La Garçonne.
Albert Dieudonné morì a Parigi nel 1976.

## Filmografia

### Attore
- L'Assassinat du duc de Guise, regia di André Calmettes e Charles Le Bargy - cortometraggio (1908)
- L'Empreinte ou la Main rouge, regia di Henri Burguet - cortometraggio (1908)
- Le baiser de Judas, regia di Armand Bour e André Calmettes - cortometraggio (1909)
- Le roi s'amuse, regia di Albert Capellani e Michel Carré - cortometraggio (1909)
- Le petit soldat, regia di Maurice de Féraudy - cortometraggio (1909)
- Jim Blackwood jockey, regia di Georges Monca - cortometraggio (1909)
- Sir John Melmoth, regia di Maurice de Féraudy e Victorin-Hippolyte Jasset - cortometraggio (1909)
- Le trait d'union, regia di Maurice de Féraudy - cortometraggio (1909)
- Le voleur volé, regia di Emile Chautard - cortometraggio (1910)
- Le cas de conscience du docteur Geoffroy, regia di Victorin-Hippolyte Jasset - cortometraggio (1910)
- La bouteille de lait, regia di Albert Capellani - cortometraggio (1910)
- Robe de fiançailles, regia di Henri de Saint-Germain - cortometraggio (1910)
- Pour les beaux yeux de la voisine, regia di Georges Denola - cortometraggio (1910)
- La Libératrice, regia di Georges Monca - cortometraggio (1910)
- Le courrier de Lyon, regia di Albert Capellani - cortometraggio (1911)
- Le mensonge de Jean le manchot, regia di Michel Carré - cortometraggio (1911)
- Le Secret du passé, regia di Georges Monca - cortometraggio (1911)
- L'Heureux accident, regia di Georges Denola - cortometraggio (1911)
- Le diamant noir, regia di Alfred Machin (1913)
- La follia del dottor Tube (La Folie du docteur Tube), regia di Abel Gance - cortometraggio (1915)
- L'eroismo di Paddy (L'héroïsme de Paddy), regia di Abel Gance (1915)
- Alsace, regia di Henri Pouctal (1916)
- Toinon la ruine, regia di Alexandre Devarennes (1916)
- Quel che raccontano le onde (Ce que les flots racontent), regia di Abel Gance (1916)
- Il periscopio (Le périscope), regia di Abel Gance (1916)
- Il pazzo della scogliera (Le fou de la falaise), regia di Abel Gance (1916)
- Coeur de Française, regia di Gaston Leprieur - cortometraggio (1916)
- Angoisse, regia di André Hugon (1917)
- Napoleone (Napoléon vu par Abel Gance), regia di Abel Gance (1927)
- Napoléon Bonaparte, regia di Abel Gance (1935)
- Madame Sans-Gêne, regia di Roger Richebé (1941)
- Notre-Dame de Paris, regia di René Hervouin - cortometraggio (1942)

### Attore e regista
- Sous la griffe (1917)
- Catherine ou Une vie sans joie (Une vie sans joie), co-regia di Jean Renoir (1924)

### Regista
- Son crime (1921)
- Gloire rouge (1923)